# Finale KNVB Beker 2020/21 (mannen)
De finale van de TOTO KNVB Beker 2020/21 tussen Ajax en Vitesse werd gespeeld op 18 april 2021 in De Kuip te Rotterdam. Als gevolg van de coronapandemie werd deze wedstrijd zonder publiek gespeeld.

## Voorgeschiedenis
Deze bekerfinale was de eerste sinds 2019, omdat de bekerfinale van 2020 niet plaatsvond in verband met de coronapandemie. Doordat Ajax in de finale van 2019 van Willem II won, ging Ajax deze wedstrijd in als bekerhouder.
Voor Ajax was dit haar 26ste bekerfinale. Van de vorige 25 finales werden er 19 gewonnen en 6 verloren. De eerste bekerfinale die Ajax speelde was in 1917. Vitesse stond voor een vijfde maal in een bekerfinale. Nadat de finales in 1912, 1927 en 1990 verloren gingen, won Vitesse in 2017 de finale van AZ.
Onderweg naar de finale rekende Ajax af met FC Utrecht, AZ, PSV en sc Heerenveen. Vitesse versloeg Willem II, ADO Den Haag, Excelsior en VVV-Venlo.
De laatste keer dat Ajax en Vitesse het tegen elkaar opnamen in de KNVB Beker was in 2020, toen Ajax in de kwartfinales met 0–3 won. Nooit eerder namen deze clubs het tegen elkaar op in een bekerfinale. In de Eredivisie won Ajax in speelronde 3 met 2–1 van Vitesse.
Erik ten Hag stond als trainer al twee keer eerder in een bekerfinale. In 2016 verloor hij met FC Utrecht van Feyenoord, in 2019 was zijn Ajax te sterk voor Willem II. Voor Thomas Letsch was dit zijn eerste bekerfinale.

## Wedstrijdgegevens
| Datum              | 18 april 2021                    | 18 april 2021                    |
| Stadion            | De Kuip, Rotterdam               | De Kuip, Rotterdam               |
| Toeschouwers       | 0                                | 0                                |
| Scheidsrechter     | Björn Kuipers                    | Björn Kuipers                    |
| Assistenten        | Sander van Roekel Erwin Zeinstra | Sander van Roekel Erwin Zeinstra |
| Vierde official    | Allard Lindhout                  | Allard Lindhout                  |
| VAR                | Pol van Boekel                   | Pol van Boekel                   |
| AVAR               | Joost van Zuilen                 | Joost van Zuilen                 |
|                    | Ajax                             | Vitesse                          |
| Doelpunten         | 2                                | 1                                |
| Gele kaarten       | 1                                | 4                                |
| Rode kaarten       | 0                                | 1                                |
| Wissels            | 3                                | 4                                |
| Schoten op doel    | 10                               | 4                                |
| Schoten naast doel | 7                                | 4                                |
| Overtredingen      | 13                               | 16                               |
| Hoekschoppen       | 5                                | 2                                |
| Buitenspel         | 1                                | 0                                |
| Balbezit (%)       | 57                               | 43                               |

| Ajax | 2 – 1 (1 – 1)        | Vitesse |
| Ryan Gravenberch 23' Sébastien Haller David Neres 90+1' | goals (assists)      | 30' Loïs Openda Armando Broja |
| Erik ten Hag | trainer              | Thomas Letsch |
| Maarten Stekelenburg Devyne Rensch 75' Jurriën Timber Lisandro Martínez Nicolás Tagliafico Edson Álvarez Davy Klaassen 87' Ryan Gravenberch Antony 87' Sébastien Haller Dušan Tadić               | opstelling (wissels) | Remko Pasveer 46' Eli Dasa Danilho Doekhi Riechedly Bazoer Jacob Rasmussen 89' Maximilian Wittek Sondre Tronstad 89' Oussama Tannane Matúš Bero 65' Loïs Openda Armando Broja    |
| Kjell Scherpen Dominik Kotarski Perr Schuurs 75' Noussair Mazraoui Sean Klaiber Mohammed Kudus Jurgen Ekkelenkamp 75' Lassina Traoré David Neres 87' Zakaria Labyad Oussama Idrissi Brian Brobbey | wisselspelers        | Jeroen Houwen Thomas Bruns Million Manhoef 89' Tomáš Hájek 46' Idrissa Touré Enzo Cornelisse 65' Alois Oroz Daan Huisman Thomas Bruns Noah Ohio 89' Oussama Darfalou Hilary Gong |
| Nicolás Tagliafico 90+5' | gele kaarten         | 63' Oussama Tannane 72' Idrissa Touré 74' Maximilian Wittek 90+3' Matúš Bero |
| | rode kaarten         | 86' Jacob Rasmussen |

Seizoenen: 1898/99 · 1899/00 · 1900/01 · 1901/02 · 1902/03 · 1903/04 · 1904/05 · 1905/06 · 1906/07 · 1907/08 · 1908/09 · 1909/10 · 1910/11 · 1911/12 · 1912/13 · 1913/14 · 1914/15 · 1915/16 · 1916/17 · 1917/18 · 1918/19 · 1919/20 · 1920/21 · 1921/22 · 1922/23 · 1923/24 · 1925 · 1925/26 · 1926/27 · 1927/28 · 1928/29 · 1929/30 · 1930/31 · 1931/32 · 1932/33 · 1933/34 · 1934/35 · 1935/36 · 1936/37 · 1937/38 · 1938/39 · 1939/40 · 1940/41 · 1941/42 · 1942/43 · 1943/44 · 1944/45 · 1945/46 · 1946/47 · 1947/48 · 1948/49 · 1949/50 · 1950/51 · 1951/52 · 1952/53 · 1953/54 · 1954/55 · 1955/56 · 1956/57 · 1957/58 · 1958/59 · 1959/60 · 1960/61 · 1961/62 · 1962/63 · 1963/64 · 1964/65 · 1965/66 · 1966/67 · 1967/68 · 1968/69 · 1969/70 · 1970/71 · 1971/72 · 1972/73 · 1973/74 · 1974/75 · 1975/76 · 1976/77 · 1977/78 · 1978/79 · 1979/80 · 1980/81 · 1981/82 · 1982/83 · 1983/84 · 1984/85 · 1985/86 · 1986/87 · 1987/88 · 1988/89 · 1989/90 · 1990/91 · 1991/92 · 1992/93 · 1993/94 · 1994/95 · 1995/96 · 1996/97 · 1997/98 · 1998/99 · 1999/00 · 2000/01 · 2001/02 · 2002/03 · 2003/04 · 2004/05 · 2005/06 · 2006/07 · 2007/08 · 2008/09 · 2009/10 · 2010/11 · 2011/12 · 2012/13 · 2013/14 · 2014/15 · 2015/16 · 2016/17 · 2017/18 · 2018/19 · 2019/20 · 2020/21 · 2021/22 · 2022/23 · 2023/24 · 2024/25
Finales: 2013 · 2014 · 2015 · 2016 · 2017 · 2018 · 2019 · 2020 · 2021 · 2022 · 2023 · 2024
Nederland: Eredivisie · Eerste divisie · Tweede divisie · Derde divisie/Topklasse · KNVB Beker
Europa: Champions League · Europa Cup I · Europa Cup II · Europa League · UEFA Cup · Jaarbeursstedenbeker · Intertoto Cup